# Іван (Бура)
Іва́н Бу́ра (12 червня 1944, Вегелебен, Німеччина — 17 січня 2023, Вашингтон, США) — єпископ Української греко-католицької церкви; єпископ-помічник Філадельфійської архієпархії в 2006—2019 роках.

## Біографія
Іван Бура народився 12 червня 1944 року у Вегелебені, Німеччина, в родині Григорія та Марії Бурів. Емігрувавши до США, члени родини стали парафіянами української католицької церкви Святих Петра й Павла в м. Джерсі. Після закінчення початкової середньої школи 1959 року вступив до Малої семінарії Святого Василія у Стемфорді. Упродовж 1965–1970 років вивчав богослов'я у Вашингтоні в Українській католицькій семінарії Святого Йосафата та Католицькому університеті Америки, де отримав ступені бакалавра гуманітарних наук та бакалавра богослов'я.
Висвячений на священика 14 лютого 1971 року Митрополитом Амвросієм Сенишиним в Катедральному храмі Непорочного Зачаття у Філадельфії. Служив у цьому храмі у 1971 році. З 1971 до 1972 викладав релігію в Малій семінарії Святого Василія у Стемфорді, а 1972 до 1975 року — українську мову. Був також віце-ректором цього навчального закладу.
Інші призначення: 1975–1976 — адміністратор церкви Святого Йосафата у Трентоні, 1976–1980 — адміністратор церкви Святого Миколая в Маханої (і в 1983 році), 1976–1987 — адміністратор церкви Святого Михаїла в Шенандові. Упродовж 1987–1997 років обіймав посаду ректора Української католицької семінарії Святого Йосафата в Вашингтоні. З 1997 до 2002 року був парохом церкви Святого Духа у Честері і церкви Святого Миколая в Мілвілі. У 2001 році призначений парохом церкви Святого Миколая в Вільмінгтоні. 12 червня 1991 року Святіший Отець Іван Павло ІІ іменував його своїм Капеланом.
3 січня 2006 року Конгрегація для Східних Церков Апостольської Столиці повідомила, що Святіший Отець Бенедикт XVI поблагословив рішення Синоду Єпископів Української Греко-Католицької Церкви і призначив монсеньйора Івана Буру Єпископом-помічником Митрополита Філадельфійського для українців. Архієрейська хіротонія Преосвященного Владики Івана відбулася 21 лютого 2006 року в Українському католицькому соборі Непорочного Зачаття у Філадельфії (США). Головним святителем був Блаженніший Любомир, а співсвятителями — Високопреосвященний Архієпископ Стефан (Сорока), Митрополит Філадельфійський, та Преосвященний Владика Михаїл (Кучмяк), єпископ-емерит.
29 липня 2009 року Святіший Отець Бенедикт XVI, Папа Римський, прийняв зречення Владики Роберта Михаїла (Москаля), правлячого єпископа єпархії Святого Йосафата для українців католиків у м. Пармі, і призначив Владику Івана Апостольським адміністратором вакантного престолу Пармської єпархії.
15 листопада 2019 р. Папа Франциск прийняв зречення з уряду Єпископа-помічника Філадельфійської архиєпархії УГКЦ в США, подане владикою Іваном Бурою в зв'язку з досягненням граничного віку.
Помер 17 січня 2023 року у Вашингтоні.

## Нагороди
- Орден «За заслуги» ІІІ ступеня (Україна, 22 серпня 2020) — за вагомий особистий внесок у зміцнення міжнародного авторитету України, розвиток міждержавного співробітництва, плідну громадську діяльність[3].